# CHAdeMO
CHAdeMO（チャデモ）はEV（電気自動車）の急速充電方法の商標名である。90kWまでの直流(DC)を用いる急速充電方法で、コネクターの規格や充電方法、通信方法をCHAdeMO協議会で統一している。充電器に絶縁変圧器を設け入力側交流系統と出力側直流系統を分離し、系統の交流を直接用いない、直流の充電方法であるため、交流電圧の異なった世界各国で使用できるという利点がある。CHAdeMOの名称には、「CHArge de MOve = 動く、進むためのチャージ」、「de = 電気」、「（クルマの充電中に）お茶でも」の3つの意味を含んでいる。2014年4月に開催されたIECにおいて、電気自動車用急速充電規格の国際標準の一つとして承認された。

## 概要

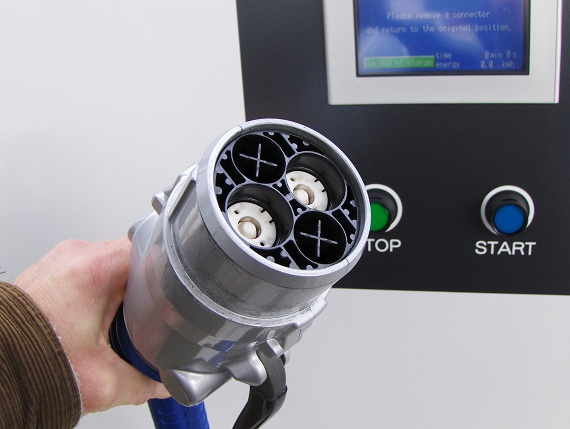
東京電力エリアにおけるCHAdeMO規格対応充電器のプラグ

車両側のリチウムイオン電池に負担がかからないように設計された直流急速充電方式を採用している。Controller Area Network（CAN）通信により、急速充電器の動作情報を車両に送る、車両より充電許可信号を送る、車両より充電指令値を送る、という情報の交換を経て、最後に直流電流を車両に対して出力する。車両側のECUが電池の状態に応じて最適な充電電流を指定し、急速充電器は車両ECUから時々刻々送られる指令に従って直流電流を供給するようになっている。
2017年3月24日、それまでの最大電圧 500V 最大電流 125Aから、最大電圧 500V 最大電流 400A の出力を可能とするver1.2に規格が改定されている。
2010〜2018年までの累積データでは、CHAdeMOの充電口をもった電気自動車は世界シェア22%。世界で最も充電ポイントが多く対応車両生産もあったが、2020年代に入ると電気自動車の進歩や世界的な電気自動車のシェア増加やそれにともなう自動車社会の変容に対して対応が追いついていない・他規格の性能・利便性向上にともない日本の自動車メーカー含めて日本以外の仕向け地用車両では採用されなくなっている。これにともない日本以外ではCHAdeMO対応充電スタンドも減らされる傾向のため、事実上CHAdeMOは日本専用規格となりつつある。

### CHAdeMO2.0
2018年6月15日、400kWまでの出力を想定した仕様書2.0を発効された。

### CHAdeMO3.0

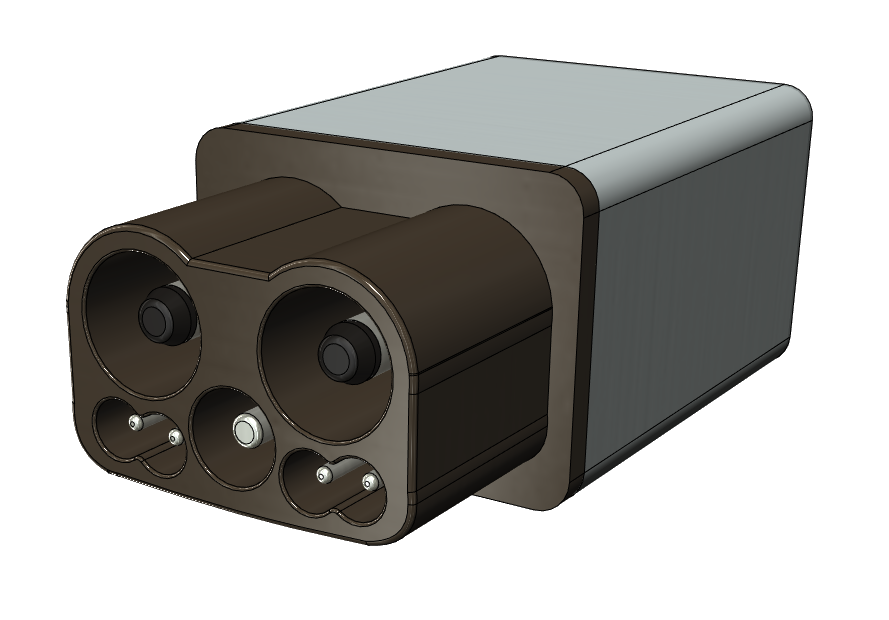
CHAdeMO3.0コネクタ

2018年8月22日、CHAdeMO協議会と中国の「中国電力企業連合会」は、中国の国家電網が提案したEVの急速充電器についての次世代規格の統一が合意されたと発表し、同月28日に北京で覚書に調印した。CHAdeMOと中国の国家規格であるGB/Tの両規格の統一を図り、出力は350kW〜最大900kWを想定しているとされる。
2020年4月25日、チャデモ協議会は、日中で共同開発中の次世代超高出力充電規格（プロジェクトコード：ChaoJi/チャオジ）をチャデモ3.0として発行したと発表。最大充電電流：600A。
なお、従来のCHAdeMO1.0及び2.0とはコネクタ形状が違うため互換性がない。

## CHAdeMO協議会
2010年3月15日に設立。幹事会社としては、トヨタ自動車、日産自動車、三菱自動車工業、富士重工業、東京電力が、正会員の車両メーカーとしては、本田技術研究所、いすゞ自動車、マツダ、スズキらが名を連ねている。会長は日産自動車COO（当時）の志賀俊之。

## 対応車種
- トヨタ

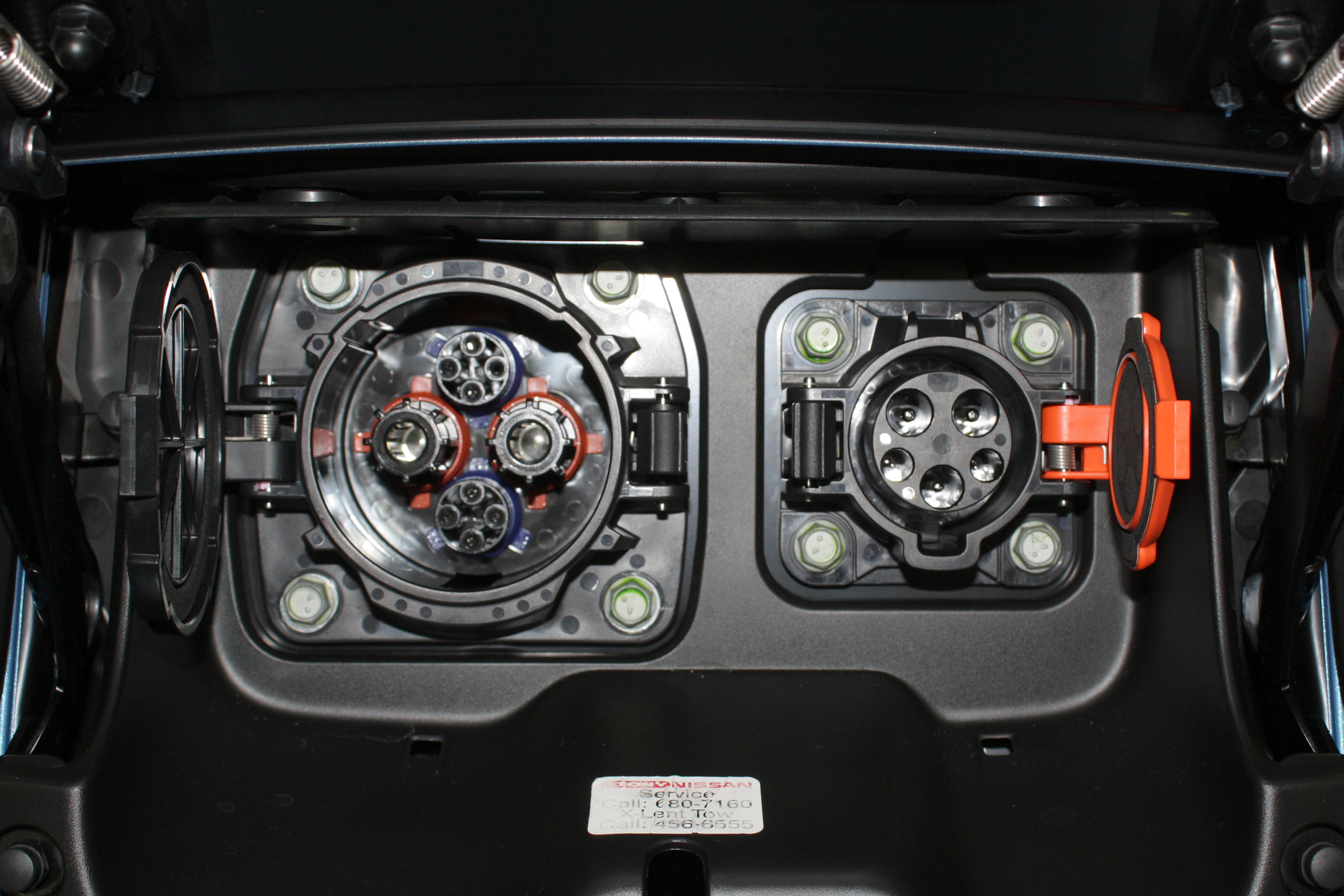
電気自動車の日産・リーフのCHAdeMO充電用ソケット（左側）。右側にあるのはSAE J1772充電用ソケット。

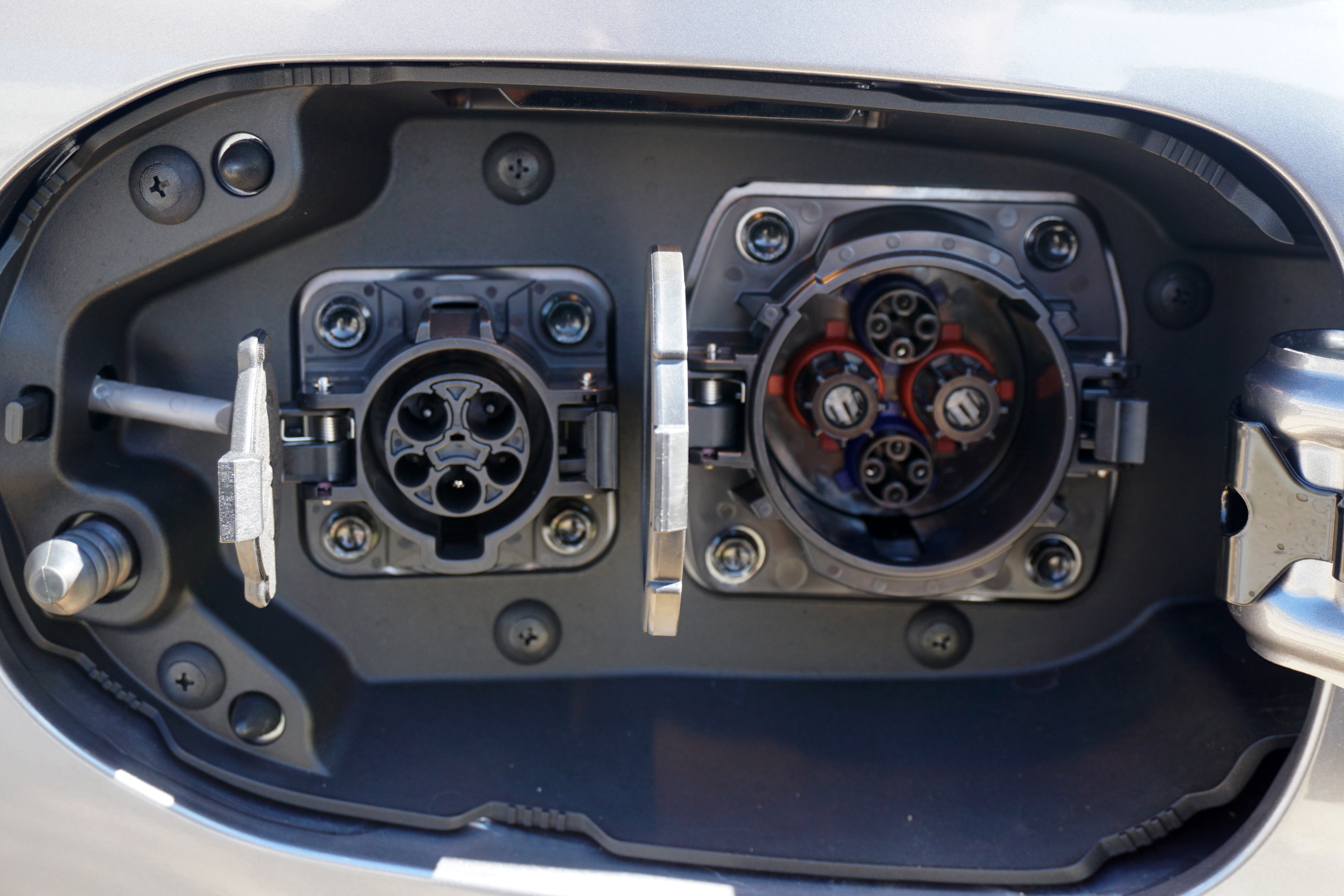
プラグインハイブリッドカーの三菱・アウトランダーPHEVのCHAdeMO充電用ソケット (右側)。普通充電用のSAE J1772充電用ソケットは左側に見える。

  - プリウスPHV(50系)(Sグレードはメーカーオプション設定)
  - bZ4X
  - クラウン（スポーツ）SPORT RS[13]
  - クラウン（エステート）ESTATE RS
- レクサス
  - UX300e
  - RZ
- ホンダ
  - クラリティPHEV[14]
  - ホンダe
  - N-VAN e:
- 日産
  - リーフ(全世界共通)
  - サクラ[15]
  - e-NV200
  - アリア
  - クリッパーEV
- マツダ
  - MX-30 EV MODEL
  - MX-30 Rotary-EV
  - CX-60 PHEV（日本仕様のみ）
  - CX-80 PHEV（日本仕様のみ）
- 三菱
  - i-MiEV
  - ミニキャブMiEV → ミニキャブEV
  - アウトランダーPHEV
  - エクリプスクロスPHEV
  - eKクロスEV
- スバル
  - プラグイン ステラ
  - ソルテラ
- BMW
  - 日本向けに販売しているBMW iブランド車全ておよびi3
  - ミニ 以下すべて日本向け限定
    - クーパー(J01) E / SE
    - カントリーマン(U25) E / SE ALL4
    - エースマン(J05)
- メルセデス・ベンツ
  - 日本向けに販売しているメルセデスEQブランド車全て
- アウディ 以下すべて日本向け限定
  - Q4 e-tron
  - Q8 e-tron
  - e-tron GT
- フォルクスワーゲン 以下すべて日本向け限定
  - e-GOLF
  - ID.4
- ポルシェ 以下すべて日本向け限定
  - タイカン
  - マカン
- ステランティス 以下すべて日本向け限定
  - ジープ
    - アベンジャー

  - フィアット
    - 500e
    - 600e

  - アバルト
    - 500e

  - シトロエン
    - Ë-C4

  - プジョー
    - e-208
    - e-2008
- ボルボ 以下すべて日本向け限定
  - C40
  - XC40 Recharge → EX40
  - EX30
- ジャガー 日本向け限定
  - Iペイス
- GLM
  - トミーカイラZZ
- テスラ 下記すべて変換アダプターを介して対応。
  - モデルS
  - モデル3
  - モデルX
  - モデルY
- 起亜
  - ソウルEV
- 現代 以下すべて日本向け限定
  - アイオニック5
  - アイオニック5 N
  - コナ
  - インスター

- BYD 以下すべて日本向け限定
  - Atto3
  - ドルフィン
  - シール
  - シーライオン7

## CHAdeMOと併用されるEV普通充電用規格
CHAdeMOは直流を用いる30分から1時間程度までの充電時間による急速充電用の規格であるが、7時間を超えるような充電時間による普通充電は、SAE J1772（タイプ1）という交流を用いるEV充電の規格で行なう。SAE J1772は110V/230V 交流充電のコネクタを規定している。2010年4月の時点では、Level 3 直流急速充電は規定されていない。
SAE J1772とCHAdeMOではプラグの大きさ・形状が全く異なる為、CHAdeMO側に誤って差し込む心配はない。
三菱・i-MiEV、リーフ、スバル・プラグインステラ には、CHAdeMOとSAE J1772の両方が使用できるコネクタが使用されている。トヨタはCHAdeMO協議会幹事会社であるが、プラグインハイブリッドカーであるトヨタ・プリウスPHV(ZVW35)には、SAE J1772が使用できるコネクタのみが装備されていた（2017年発売のZVW52型では、CHAdeMOのコネクタが装備されている）。

## 対抗規格
2012年5月3日、SAE J1772（タイプ1）を拡張したコンバインド・チャージング・システム(通称：コンボ または CCS）が発表された。1個のコネクタで、交流の普通充電と急速充電、直流の普通充電と急速充電に対応する。CCSはType1とType2が存在しType1は主に北米、Type2は主に欧州で採用されている。
North American Charging Standard（NACS）と呼ばれる対抗規格がある。元々はテスラ社の独自形式（スーパーチャージャー）であったものが他社に仕様公開された。